# Poemas del hombre – Libro de la Voluntad
Poemas del hombre– Libro de la Voluntad es el primer libro seriado de la obra Poemas del hombre del poeta uruguayo Carlos Sabat Ercasty. El libro fue publicado en 1921 y consta de seis poemas que tiene como tema central el dolor humano.

## Temática del libro
Poemas del hombre son el centro de la poética de Carlos Sabat Ercasty y a través de Poemas del hombre – Libro de la Voluntad, expone el dolor humano; un dolor tan profundo y grande que hace cambiar al hombre.
I
Cuéntame las heridas hasta cansarte, estrella,y tócame estas llagas
hasta que tu propia luz les tenga miedo.
Atraviesa mi sombra
hasta que tu mirada ya no entre
el espesor más frío de mi angustia.
El mucho dolor
me hizo acercar la frente al Dios que nos ha hecho.
¿De esa profundidad
no llegará la tierra hasta tu altura?
II
Hay momentos en que estoy todo vencido
por la sed más divina, más anhelante y alta.
hay momentos en que mi abismo me horroriza
y no puedo llenarlo con mentiras
y un vuelo de ilusiones huye de mis deseos.
Poemas del hombre – Libro de la Voluntad, es un constante golpe del espíritu, y Carlos Sabat Ercasty tiene el don de amargura, porque «El dolor que nace de un acontecimiento adverso, el tiempo lo mitiga; pero el dolor del pensamiento tanto más hondo es cuanto más se piensa».

## Recepción crítica
El ensayista, historiador y crítico Alberto Zum Felde, opinó lo siguiente de la obra de Carlos Sabat Ercasty:
«Da impresión de profundidad mental y de potencialidad lírica; el poeta maneja grandes fuerzas cósmicas y grandes pensamientos esenciales; una exaltación de ánimo, angustiosa y gasta frenética a menudo, dramatiza aquella sustancia mental; una imaginación rica en metáforas presta colorido vital a aquella materia abstracta». 
Los críticos han comparado a Carlos Sabat Ercasty con Péguy, Heiddeger, Verhaeren y Walt Whitman.

## Influencia
Las influencias que originó en Carlos Sabat Ercasty fueron decisivas, ya que son las que han hecho en la formación de su personalidad y carácter. Su temática se vincula con el sentido panteísta, la naturaleza, los valores éticos y la erótica.